# Takahiro Okubo
Takahiro Okubo (大久保 貴広 Ōkubo Takahiro?,  nacido el 29 de abril de 1974 en Shizuoka) es un exfutbolista japonés. Jugaba de centrocampista y su último club fue el Honda de Japón.

## Trayectoria

### Clubes
| Club             | País  | Año         |
| ---------------- | ----- | ----------- |
| Yokohama Flügels | Japón | 1997 - 1998 |
| Honda            | Japón | 1999 - 2001 |

## Palmarés

### Títulos nacionales
| Título             | Club             | País  | Año  |
| ------------------ | ---------------- | ----- | ---- |
| Copa del Emperador | Yokohama Flügels | Japón | 1998 |